# Bernardo Pasquini
Bernardo Pasquini (Massa, Ducado de Massa y Carrara, 7 de diciembre de 1637 - Roma, Estados Pontificios, 22 de noviembre de 1710) fue un compositor italiano de ópera y música religiosa.

## Biografía
Bernardo Pasquini nació en Massa, Valle de Nievole, Toscana. Fue alumno de Antonio Cesti y de Loreto Vittori. De joven viajó a Roma y entró al servicio del Príncipe Borgia. Luego fue nombrado organista de la Basílica Santa Maria Maggiore. Disfrutó la protección de la reina Cristina de Suecia, en cuyo honor compuso en 1679 la ópera Dov'é amore é pieta ("Donde están el amor y la piedad").
Durante la segunda estadía de Alessandro Scarlatti en Roma (1703-1708), Pasquini y Arcangelo Corelli se asociaron frecuentemente con él para interpretar música, especialmente en conexión con la Academia Arcadia, de la cual los tres eran miembros.
Es recordado como un vigoroso compositor de obras para clave. Durante sus últimos años de vida fue maestro de Domenico Zipoli. Pasquini murió en Roma, y fue enterrado en la iglesia de San Lorenzo in Lucina.